# Ламбо Філд
«Ламбо Філд» (англ. Lambeau Field, раніше відомий як City Stadium) — стадіон, розташований у місті Грин-Бей, штат Вісконсин, США, є домашнім для команди НФЛ «Грін-Бей Пекерс». Стадіон відкрито 29 вересня 1957 року, на місці старої арени «City Stadium», яку було зруйновано, і перші вісім сезонів, неформально, він називався «New City Stadium». У серпні 1965 року спортивний комплекс переіменували на честь засновника, гравця та, після завершення кар'єри, головного тренера команди Карлі Ламбо.
Остання реконструкція відбулася влітку 2013 року, в результаті кількість місць збільшилася на 7,000. Завдяки загальній місткості в 80,978 сидінь, арена є другою за величиною у Національній футбольній лізі.